# Giovanni Miani

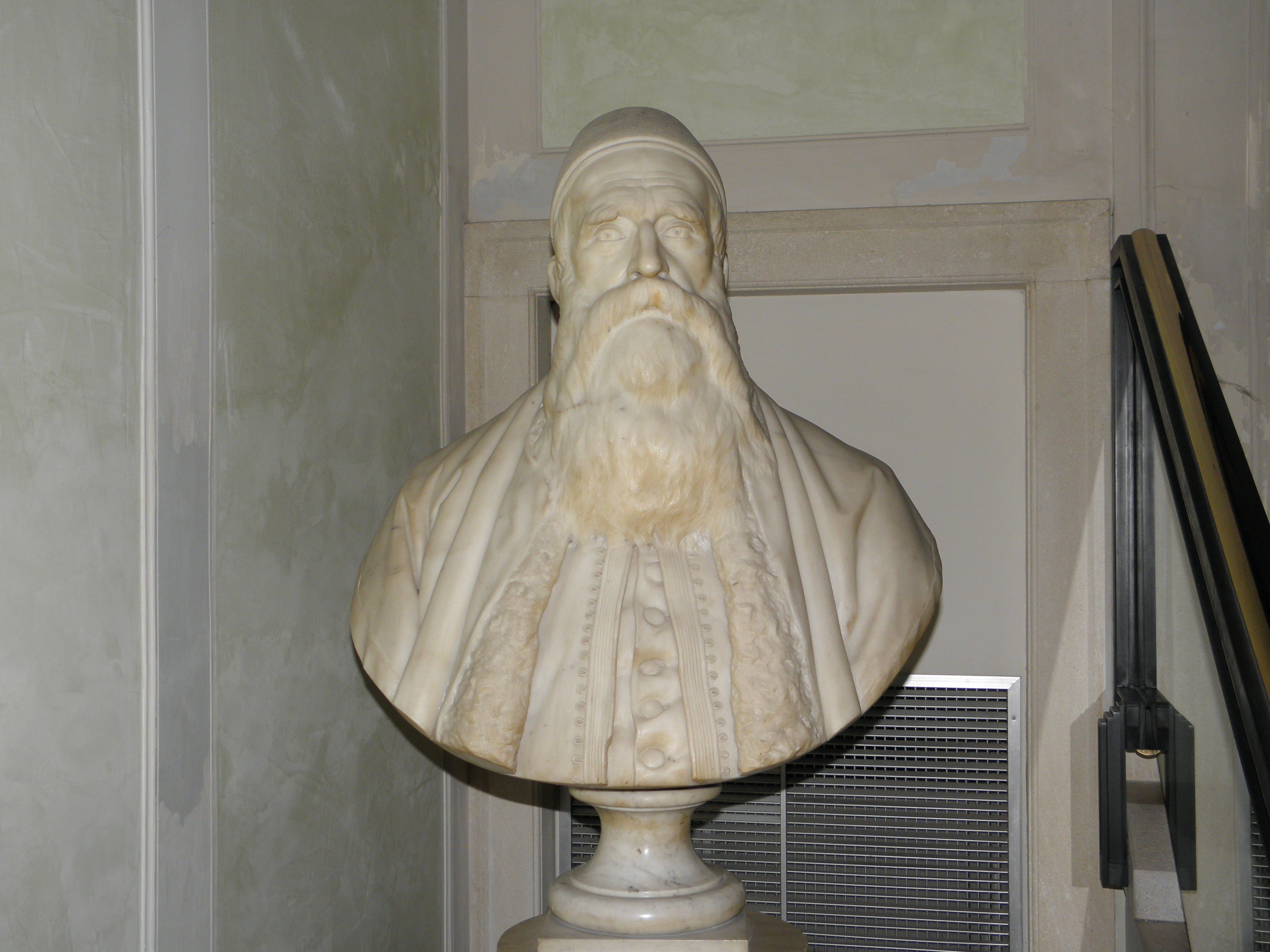
Busto di Giovanni Miani, opera di Giuseppe Soranzo, esposto a Rovigo presso l'Accademia dei Concordi.

Giovanni Miani (Rovigo, 17 marzo 1810 – Tangasi, 21 novembre 1872) è stato un esploratore italiano.

## Biografia

### Infanzia e giovinezza
Miani nacque da padre ignoto e dalla domestica Maddalena Miani. Alcune fonti indicano anche il 19 marzo come sua data di nascita. Maddalena aveva due fratelli, Giovanni, un architetto dell'Arsenale di Venezia, e Guglielmo, padre del generale Antonio Miani (1864-1933), che si distinse nella guerra d'Eritrea (1886-1889) e nella guerra di Abissinia (1895-1896) e ricevette la Croce di Cavaliere dell'Ordine militare di Savoia per i successi ottenuti nella conquista del Fezzan in Libia.
La madre si trasferì a Venezia al servizio del nobile P. A. Bragadin, lasciando in un primo momento il piccolo Giovanni alle cure dei suoi familiari, che cercarono di insegnargli l'arte di intagliare il legno. Successivamente, nel 1824, portò con sé il figlio a Venezia, in casa Bragadin, dove ricevette un'ottima educazione in musica, lingue, danza, disegno e arti marziali, supportato da Bragadin. Alla morte di costui, nel 1828, Miani ereditò 18.000 lire.

### Interesse per la musica
Dopo la morte della madre, nel 1837, Miani proseguì gli studi musicali presso i conservatori di Bologna, Milano, Napoli, Parigi e Spagna, dove incontrò Ferdinand de Lesseps. Compose un inno per il generale Baldomero Espartero e il brano Un torneo a Tolemaide, pubblicato a Venezia nel 1843. Quindi Miani iniziò a scrivere una Storia universale della musica di tutte le nazioni: il progetto lo portò a viaggiare per 20 anni in vari paesi alla ricerca degli strumenti e delle tradizioni musicali, ma purtroppo, a tale scopo, esaurì tutti i soldi che possedeva.

### Partecipazione al Risorgimento
Contemporaneamente, Miani, che già nel 1841 era stato inserito dalla polizia austriaca nell'elenco dei sorvegliati e sospetti, prese parte al Risorgimento. Nel 1848 si unì ai volontari radunati intorno al generale Andrea Ferrari (1770-1849). Questa truppa prese parte ai combattimenti per la Repubblica Romana (1849) durante la prima guerra d'indipendenza. Miani venne assegnato all'artiglieria come primo cannoniere con il grado di sergente maggiore. Come tale prese parte alla difesa di Marghera e del forte di San Secondo, ma nel 1849 venne condannato per aver aderito alla congiura contro il generale Amilcare Paulucci (1773-1845), incolpato di aver difeso troppo debolmente il forte, e fu gettato nelle carceri di Rialto e obbligato a trasferirsi a Ravenna. Là tentò invano di ricongiungersi all'artiglieria e ai combattenti radunati intorno a Daniele Manin.

### Dalla musica all'esplorazione del Nilo e delle sue sorgenti
Miani si trasferì allora a Malta, dove lavorò come insegnante di musica e canto e continuò a lavorare alla sua Storia della musica. Andò poi a Costantinopoli, dove trovò lavoro come tenore a teatro e riprese a comporre.
Visitò la Palestina e raggiunse il Cairo, dove si fermò per un anno. In Egitto Miani si recò nel Sinai e condusse studi archeologici e filologici, guadagnandosi da vivere come precettore presso la famiglia Lucovich e come direttore di una risaia sperimentale.
In 1853, quando era in Egitto, Miani conobbe l'ingegnere Ermete Pierotti e lo convinse a sostenerlo finanziariamente, cosa che quest'ultimo fece per un po' di tempo. In seguito i due litigarono e Pierotti si rifiutò di dare altri soldi a Miani. Miani allora reagì rintracciando a Genova alcuni documenti riguardanti una precedente condanna di Pierotti (per diserzione e furto) e diffondendoli attraverso la stampa. Ciò danneggiò seriamente la reputazione di Pierotti. In seguito, questi documenti furono ripetutamente usati contro Pierotti da varie persone.
Tornato in Italia, Miani riuscì a raccogliere 40.000 franchi per proseguire la sua Storia della musica. Tuttavia, non riuscì a trovare un editore, né a Parigi né a Londra, disposto a pubblicare il suo lavoro.
Miani allora tornò in Egitto, dove iniziò a studiare arabo, astronomia, topografia e scienze naturali. Il suo nuovo progetto era scoprire le sorgenti del Nilo.

### Viaggio in Nubia (1857-1860)
A tal fine, nel 1857, partì per la Nubia assieme ai francesi G. Revol di Lione e A. Poussel di Avignone, disegnando una carta della regione visitata e tenendo un diario delle sue osservazioni. A queste accluse i documenti di altri esploratori e i rapporti rilasciati da marinai, mercanti, cacciatori e missionari. L'anno successivo fece stampare quest'opera a Parigi e la presentò a Napoleone III. Ne inviò inoltre una copia alla Société de Géographie di Parigi, di cui divenne membro.

I luoghi delle spedizioni sul Nilo di Miani (sottolineati) su una sezione della carta dell'Africa di Edward Hertslet del 1909.

### Prima spedizione sul Nilo (1859)
Nel 1859 Miani fece un altro viaggio in Africa. Il 10 maggio lasciò il Cairo con due imbarcazioni, risalendo il Nilo. Lo accompagnavano A. Poussel, un capitano di marina incaricato di effettuare le ricerche astronomiche, un fotografo, un pittore e un traduttore arabo-francese. Innanzitutto si diressero fino ad Assuan, superarono la prima cateratta via terra, proseguirono la navigazione fino a Wadi Halfa e attraversarono il deserto su cammelli e dromedari fino a Dongola. Quindi utilizzarono nuovamente le imbarcazioni e seguirono il Nilo attraverso il deserto di Bayuda. Il 20 luglio raggiunsero Omdurman, il porto di Khartoum sul Nilo Bianco.
A Khartoum Miani incontrò il medico ed esploratore francese Alfred Peney (1817-1861), che viveva lì e anche lui era interessato allo studio delle sorgenti del Nilo. Conobbe anche il ricco mercante maltese Andrea Debono. Miani cercò di convincere i due a cercare di raggiungere Gondokoro insieme a lui, suggerendo inoltre di creare là un altro centro commerciale.
Dal 20 settembre al 7 novembre 1859 Miani, Debono e Peney, accompagnato dalla moglie e dal figlio, partirono per un'escursione sul Nilo Azzurro fino a Sannar. Li accompagnavano uno scrivano e quattro soldati.
Il 5 dicembre Miani proseguì la sua ricerca delle sorgenti del Nilo.
Giunse a Santa Croce, nel Sudd, il 9 gennaio 1860. Dal momento che il corso del Nilo Bianco nel Sudd cambia continuamente, la posizione esatta di Santa Croce è sconosciuta. Alcuni presumono che fosse l'attuale insediamento di Kenisa (che in arabo significa «Chiesa»). Altri ritengono che fosse situata a Pan Nhom, dove è stata costruita una cappella. Daniele Comboni era giunto a Santa Croce il 14 febbraio 1858, insieme ad altri cinque missionari, ma il clima e le malattie avevano costretto il piccolo gruppo a tornare in Italia il 15 gennaio 1859.
Lasciata Santa Croce, Miani il 24 gennaio raggiunse Gondokoro, dove il missionario austriaco Ignazio Knoblecher aveva istituito una stazione missionaria nel 1853, che era stata abbandonata nel 1858 a causa del clima e delle malattie.
Cercò anche di raggiungere le cascate Makedo, 76 km a sud di Gondokoro, senza riuscirci. Malato e indebolito tornò a Gondokoro, dove una pausa più lunga lo rimise in forze.
Ripartì quindi verso sud, accompagnato da un centinaio di uomini, seguendo la sponda destra del Nilo e il 26 marzo 1860 raggiunse Galuffi, l'attuale Nimule.
Sulla strada per Galuffi, Miani scoprì il fiume Achwa (noto anche come Assua o Aswa), un affluente di destra del Nilo Bianco, che si getta in quest'ultimo circa 20 km a nord-ovest di Nimule.
A Galuffi (= Nimule), Miani incise il suo nome nella corteccia del grande tamarindo del villaggio. A questo punto Miani si trovò fiaccato dalla febbre e dalla diarrea e ostacolato dalle forti piogge; inoltre, la sua squadra di scorta si rifiutò di procedere oltre e gli indigeni si rivelarono ostili. Tutto ciò lo spinse a tornare a Khartoum, dove arrivò il 22 maggio 1860. Da qui raggiunse Sawakin sul Mar Rosso, dove conobbe l'esploratore Carlo Piaggia. Tornato al Cairo il 24 agosto 1860, rimase un mese a letto per curare una ferita al piede sinistro. Durante questo periodo pubblicò il suo diario di viaggio e ne inviò copie a tutte le società geografiche d'Europa. Inviò anche un estratto e una carta del suo percorso al ministro degli Esteri egiziano. Il viceré contraccambiò garantendo a Miani denaro, risorse e mezzi di trasporto per ulteriori imprese.

### Seconda spedizione sul Nilo (1860-1861)
Il 2 dicembre 1860 Miani iniziò la sua seconda spedizione sul Nilo, risalendolo su un battello a vapore da Bulaq, il porto del Cairo, a Esna. Alla sua spedizione partecipavano anche il maltese G. Portelli, responsabile delle osservazioni astronomiche, il pittore Damin, che doveva ritrarre paesaggi e costumi, e 150 soldati di scorta. Il 25 dicembre 1860 il gruppo arrivò ad Assuan. Aggirata la cateratta, si imbarcò di nuovo di fronte all'isola di File. Il 17 gennaio 1861 raggiunse Wadi Halfa. Seguiva il gruppo una carovana formata da 30 cammelli e numerosi servi. Con l'aiuto di una guida, superarono la cateratta e raggiunsero Dongola. Da ad-Dabba, il porto del deserto di Bayuda, si recarono a Omdurman. Qui Miani fu costretto a licenziare G. Potelli. Il maltese aveva infatti sottratto coralli e ambra alla spedizione per venderli al bazar e stava anche progettando di avvelenare Miani.
Miani intanto ricevette la notizia che Peney e de Bono erano andati da Khartoum a Gondokoro in novembre con lo scopo di raggiungere le sorgenti del Nilo. A Gondokoro, tuttavia, gli indigeni si erano rifiutati di aiutare i due perché avrebbero preferito aspettare Miani, il loro «Leone Bianco». Peney morì di malaria a Gondokoro il 26 luglio 1861 e de Bono riportò la vedova al Cairo.
A causa di una serie di avversità (l'ultima parte del diario di Miani andò perduta a causa del naufragio della barca, il pittore Damin lo abbandonò, la spedizione fu ostacolata dal müdür Hasan Bey), Miani interruppe la spedizione e tornò al Cairo. Lì apprese che John Hanning Speke e James Augustus Grant erano impegnati in una spedizione verso le sorgenti del Nilo, sponsorizzata dalla Royal Geographical Society. Miani lasciò il Cairo il 6 ottobre 1861 e tornò in Europa.

#### Speke, Burton, Grant, Baumann, Waldecker e la scoperta delle sorgenti del Nilo
Speke e Richard Francis Burton avevano già scoperto il lago Tanganica, che credevano fosse la sorgente del Nilo, il 13 febbraio 1858. Poi si separarono e il 3 agosto 1858 Speke scoprì il lago Vittoria, ritenendo da allora che fosse quella la vera sorgente. I due esploratori, tuttavia, si trovarono in disaccordo sulla questione. In realtà, le acque del lago Tanganica, attraverso il Lukuga, confluiscono nel Congo e fanno parte del suo sistema fluviale. La spedizione di Speke e Grant del 1860-63 li portò da Zanzibar al lago Vittoria e da lì a Gondokoro; con questo viaggio Speke cercò di dimostrare la sua ipotesi che il lago Vittoria fosse la sorgente del Nilo. In realtà, il lago Vittoria è alimentato dal Kagera, la cui sorgente più meridionale è oggi considerata la vera sorgente del Nilo. Questa fu scoperta da Oskar Baumann nel 1893 e determinata geograficamente da Burkhart Waldecker nel 1937.

### Preparativi per la terza spedizione sul Nilo
Nell'autunno del 1861 Miani si recò a Firenze, dove espose le sue collezioni. Poi andò a Torino, dove nel 1862 pubblicò un breve diario di viaggio corredato da una carta geografica, curata da Victor Adolphe Malte-Brun. Visitò anche Parigi, Londra e Venezia. A Venezia ricevette 1000 fiorini dal governo veneziano per la sua collezione composta da 1800 oggetti ripartiti in 14 scatole. Questa collezione finì nel museo di Teodoro Correr.
Nell'ottobre 1862 Miani propose alla Camera di commercio di Venezia di istituire una stazione commerciale a Khartoum, dove sarebbe stato possibile, secondo lui, scambiare perle veneziane con avorio ricavandone grande profitto.
Nel 1863 Miani fu invitato a Vienna dalla Società geografica austriaca. Qui fu ricevuto con grande onore e inizialmente l'imperatore Francesco Giuseppe I gli promise il finanziamento di una nuova spedizione, salvo poi tornare sui suoi passi quando giunse la notizia che Speke e Grant avevano scoperto le sorgenti del Nilo; per di più gli studiosi hanno scoperto che le carte realizzate da Miani erano imprecise. Francesco Giuseppe I offrì comunque a Miani 1000 fiorini, che l'esploratore usò per tornare in Egitto.
Nel gennaio 1864 Miani pubblicò una carta su cui raffigurò anche il percorso seguito da Speke e Grant e dedicò questa carta a Ismail Pascià, governatore e successivamente viceré dell'Egitto. In questa e in altre pubblicazioni, comunque, Miani negò che Speke e Grant avessero trovato la vera sorgente del Nilo.
Sempre nel 1864, Miani e il suo amico Georg Schweinfurth visitarono l'istmo di Suez.
Nel 1865 Vittorio Emanuele II, re d'Italia, gli conferì il titolo di cavaliere dell'Ordine dei Santi Maurizio e Lazzaro.
Miani raccolse i fondi per una terza spedizione sul Nilo da varie fonti. Ricevette sostegno da Vittorio Emanuele II, da Muhammad Sharif Pascià, che dal 1879 sarà più volte primo ministro del Khedivato d'Egitto, e da Abdul Aziz, sultano degli Ottomani. Muhammad Sharif Pascià gli concesse un battello a vapore. La Royal Geographical Society chiese anche la sua collaborazione per ritrovare l'esploratore inglese Samuel Baker. Miani ricevette ulteriori fondi dal governatore del Sudan, che lo incaricò di occuparsi del giardino zoologico di Khartum, dove Miani si stabilì dal 1867, promettendogli 10 soldi mensili. Miani svolse ricerche per alcuni musei europei e lavori saltuari per conto di commercianti e indagini economiche per conto della Camera di commercio. Firmò inoltre un contratto con una società interessata alla ricerca di avorio nella terra dei Monbuttu.

### L'ultima spedizione sul Nilo (1871)
Miani iniziò la sua terza spedizione sul Nilo partendo da Khartoum il 15 maggio 1871. Con alcune barche raggiunse Shambe (Gaba-Sciambil), dove rimase bloccato per tre mesi. Quindi proseguì la spedizione con una carovana diretta verso ovest. Viaggiò attraverso i villaggi di Lao, Farial, Mittu e Mondu. Nel 1872 giunse a Monfa esausto. Lì aspettò due mesi in attesa dei rifornimenti e, una volta arrivati, si recò ad Amamba, piccolo regno del sultano Kuffa. Qui la carovana poté nuovamente rifocillarsi dopo un lungo digiuno.
Ripreso il viaggio, la carovana attraversò il Gada (Gadda), raggiunse Abissenga, il sultanato di Mangia e Angaria. Il 3 luglio 1872 arrivò a Bakangoi.
A questo punto, però, i suoi compagni si rifiutarono di seguirlo. Miani allora si diresse di nuovo verso lo Uelle e tornò alla residenza di Munsa a Tangasi. Qui morì il 21 novembre 1872, distrutto dalle fatiche, indebolito dalla diarrea e colpito da una necrosi al braccio. Il luogo dove morì è situato a circa 3 gradi di latitudine nord lungo un affluente dello Uelle, tra lo Uelle e il Bomokandi, circa 18 km a sud-ovest di Niangara.
Dopo la morte, Munsa, amico di Miani, volle tagliargli la barba e se la appese al collo, credendo così di tenere con sé lo spirito dell'amico. Poi avvolse il corpo di Miani in una coperta e lo seppellì, insieme alla pipa e alla tabacchiera, in una rozza bara di legno chiusa con quattro chiodi appositamente forgiati per questo scopo. Tuttavia, la tomba venne depredata dai nativi poco dopo.
La tomba di Miani fu ritrovata nel 1881 da Gaetano Casati e nel 1929 da Lidio Cipriani.
Nel 1879 Romolo Gessi aveva raccolto le ossa rimanenti, che furono portate a Rovigo e conservate presso il museo dell'Accademia dei Concordi.

## Onorificenze
Nel 1865 Vittorio Emanuele II, re d'Italia, conferì a Miani il titolo di cavaliere dell'Ordine dei Santi Maurizio e Lazzaro. 
In onore di Miani nella sua città natale, fu realizzato un busto da Giuseppe Soranzo alla metà del XIX secolo, collocato all'ingresso dell'Accademia dei Concordi.
Nel 1931 a Rovigo fu inaugurato un monumento marmoreo, scolpito da Virgilio Milani, che nel 1939 realizzò anche un busto dell'esploratore, sul modello di quello di Giuseppe Soranzo.
Oltre che a Rovigo, a Miani sono state intitolate vie a Roma, Genova, Padova, Vicenza, Lecce e Andria.

## Opere
- Diari e carteggi (1858-1872). Longanesi, Milano, 1973.
- Il viaggio di Giovanni Miani al Monbuttu: note coordinate dalla Società geografica italiana. Giuseppe Civelli, Roma, 1875.
- Nouvelle carte du Bassin du Nil: indiquant la commune origine de ce Fleuve avec les rivières du Zanguebar. Kaeppelin et Cie, Parigi, 1858.
- Un torneo a Tolemaide: miscellanea poetica. Andreola, Venezia, 1843.